# Microchaetina rubidiapex
Microchaetina rubidiapex là một loài ruồi trong họ Tachinidae.